# Вилога

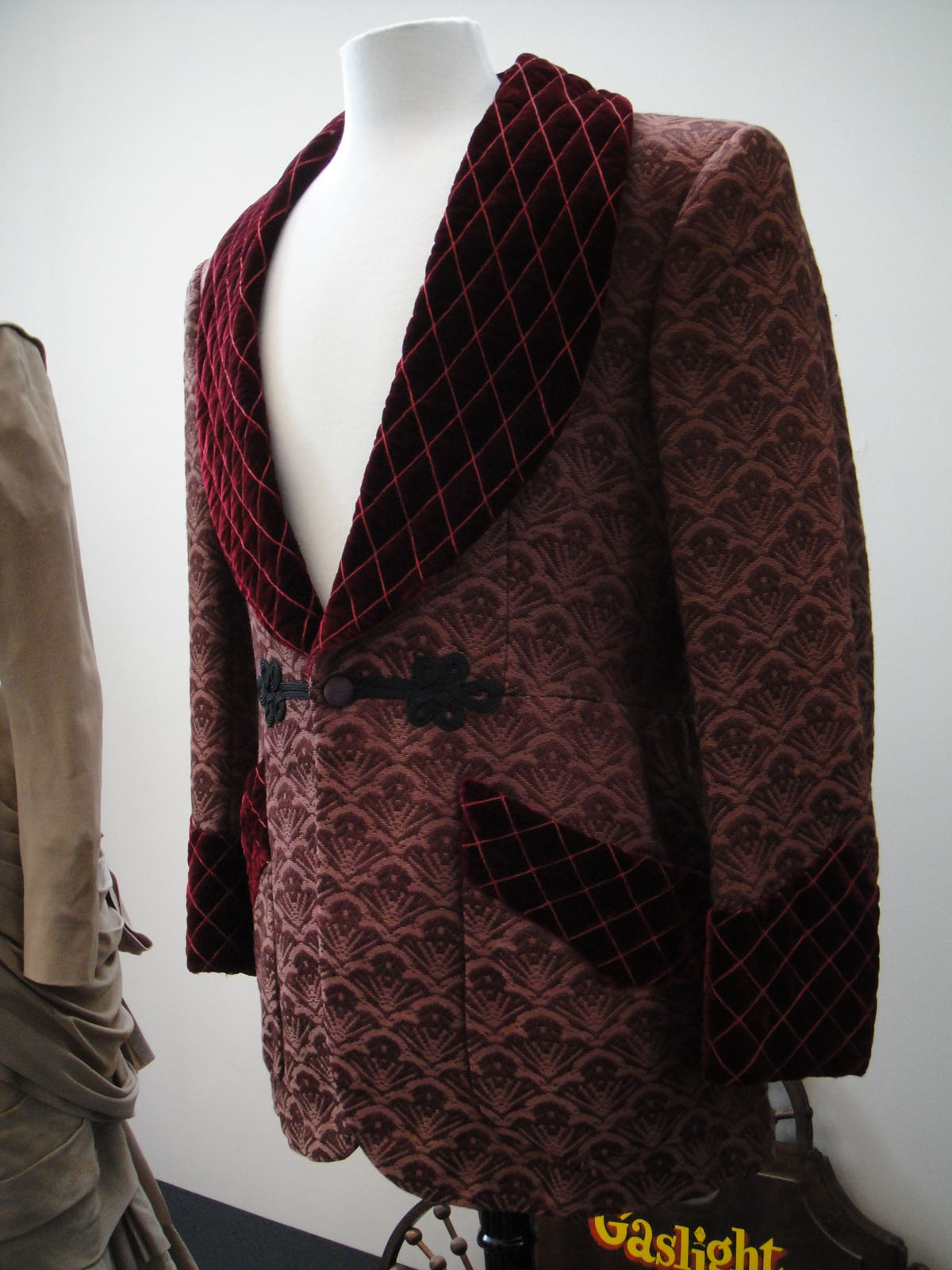
Вилоги на грудній частині, рукавах та кишенях смокінга

Вило́га — відвернутий край на грудній частині, рукавах або інших елементах одягу. Може показувати підкладку або бути виконаною з матеріалу з іншими кольором чи фактурою. Також може бути зробленою з хутра чи прикрашеною іншим способом — вилоги на рукавах каптана у XIII-XVII століттях облямовували парчею, на Закарпатті у національному костюмі вилоги внизу штанин оздоблюють вишитими орнаментами.
Вилога на кінці рукава військового одягу має назву обшлаг (від нім. Aufschlag). Термін набув поширення за часів Гетьманщини з середини XVIII ст., хоча зустрічався вже в кінці XVI ст..
Також використовувалися слова польського та угорського походження карваш, кавраш. Залежно від виду одягу вилога на рукавах мала різний розмір і форму, наприклад, рукава жупана мали невеликі вилоги, підшиті іншою тканиною, а рукава черкески закінчувалися широкими розрізними вилогами.
Поширені також вилоги на грудях верхнього одягу. Наприклад, комір лемківської чугані переходить у вилоги, які йдуть вниз до самого подолу.
Вилога на грудній частині піджака, фрака, пальта і подібного одягу має назву лацкан. Розмір та форма лацкана залежить від призначення одягу і моди.